# (9413) Eichendorff
(9413) Eichendorff ist ein Asteroid des Hauptgürtels, der am 21. September 1995 vom deutschen Astronomen Freimut Börngen an der Thüringer Landessternwarte Tautenburg (Sternwarten-Code 033) in Thüringen entdeckt wurde.
Der Asteroid wurde am 2. Februar 1999 nach dem schlesischen Lyriker und Schriftsteller Joseph von Eichendorff (1788–1857) benannt, der mit etwa 5000 Vertonungen zu den wichtigsten Vertretern der deutschen Romantik zählt.